# Kamen Wiczew
Kamen (Piotr) Wiczew, bułg. Камен (Петър) Вичев (ur. 23 maja 1893 w Sremie, zm. 11 listopada 1952 w Sofii) – bułgarski asumpcjonista (AA),  katolicki duchowny, teolog, męczennik chrześcijański, błogosławiony Kościoła rzymskokatolickiego.
Na chrzcie otrzymał imię Piotr. Wstąpił do asumpcjonistów (Zakon Wniebowzięcia Najświętszej Marii Panny, Augustianie od Wniebowzięcia, oparty na regule św. Augustyna) przyjmując imię Kamen. W 1912 roku złożył śluby zakonne i w tym samym roku rozpoczął studia teologiczne w Leuven. Potem został wysłany do seminarium św. Augustyna w Płowdiwie w Bułgarii, następnie do seminarium w Stambule. W dniu 22 grudnia 1921 roku otrzymał święcenia kapłańskie w obrządku bizantyjsko-słowiańskim. W 1927 udał się do Rzymu i Strasburgu, gdzie kontynuował studia. W 1929 uzyskał doktorat z teologii na Uniwersytecie w Strasburgu, następnie w 1930 mianowano go profesorem filozofii w Kolegium Świętego Augustyna w Płowdiwie.
4 lipca 1952 roku został aresztowany. W trakcie procesu skazano go na karę śmierci. Został zastrzelony na cmentarzu w Sofii, a razem z nim śmierć ponieśli: Jozafat Sziszkow i Paweł Dżidżow. Ich ciała wrzucono do masowego grobu.
Razem zostali beatyfikowani przez papieża Jana Pawła II w dniu 26 maja 2002 roku.